# The Voice Thief
Pour plus de détails, voir Fiche technique et Distribution.
The Voice Thief est un court métrage français réalisé par Adan Jodorowsky, sorti en 2013.

## Synopsis
Naya, chanteuse d’opéra, se fait étrangler, après une violente dispute, par son mari Noev, et en perd sa voix.
Alors que sa raison de vivre a disparu, elle menace de quitter Noev s'il ne répare pas le mal qu’il lui a causé avant minuit.
Coupable et désespéré, Noev déambule de nuit à la recherche de la voix parfaite pour se faire pardonner !

## Fiche technique
- Réalisation : Adan Jodorowsky
- Scénario : Adan Jodorowsky et Alejandro Jodorowsky
- Producteurs : Adan Jodorowsky, Aurélie Florent, Mathieu Sauer, Gabriela Serra
- Producteurs associés : Gabriel Charles, Patrick Hussein Davison, Daniel G. During, Gabriela Serra, Cyril Lepesant, Camilo Navarro
- Producteurs exécutifs : Xavier Guerrero Yamamoto, Lucas Leyva
- Directeur artistique : Julien Richard
- Maquillage : Gwenaëlle Bédouet
- Directeur de la photographie : Alexis Zabe
- Directeur de casting : Yannick Mourcia
- Musique : Adan Jodorowsky
- Son : Pascal Busolin, Benoit Guérineau et Jean-Philippe Marin
- Effets spéciaux : Felipe Astorga
- Costumes : Aymeric Bergada du Cadet
- Durée : 20 min
- Pays :  France
- Dates de sortie :
  - France : 12 septembre 2013 (L'Étrange Festival) ; 24 mai 2014 (en salles)[réf. nécessaire]

## Distribution
- Asia Argento : Naya
- Cristobal Jodorowsky : Noev
- Andrés Abel : Extra Street 3
- Théo Gauchet : acteur
- Axel Jodorowsky : acteur
- Kevin Sean Michaels : vagabond 2
- Arnaud Vallens : soldat